# Dienstalter der Senatoren der Vereinigten Staaten
In den Medien der Vereinigten Staaten von Amerika werden US-Senatoren nach ihrem Dienstalter (Anciennität, englisch seniority) als Senior Senator und Junior Senator bezeichnet, wobei derjenige, der früher gewählt wurde, der Senior Senator ist.
Jeder der 50 Bundesstaaten der USA entsendet zwei Senatoren in den Bundessenat nach Washington, D.C. Diese werden normalerweise zwei bzw. vier Jahre versetzt gewählt, je nachdem, welchen Senatsklassen die beiden Sitze des Staates angehören. Wenn beide Senatoren zur gleichen Zeit gewählt werden, was zum Beispiel bei einer Nachwahl aufgrund des Rücktritts eines Senators geschehen kann, ist der zuerst Vereidigte Senior Senator.
Grundsätzlich sieht das Gesetz keinen Unterschied bezüglich der Machtbefugnisse und Rechte der Senatoren vor, jedoch räumen die internen Regeln des Senats dienstälteren Senatoren Vorteile ein, zum Beispiel bei der Besetzung von Ausschüssen oder der Zuteilung von Büroräumen. Ein Junior Senator aus einem Staat kann ein höheres Dienstalter haben als ein Senior Senator aus einem anderen. 